# 이종택 (1894년)
이종택(李鍾澤, 1894년 ~ ?)은대한제국, 일제강점기의 관료이다.

## 생애
출신지는 충청남도 충주시이며, 경성제일고등보통학교을 졸업했다. 대한제국 무관 출신인 군인 왕유식의 딸과 결혼하여 그의 사위가 되었다.
1914년에 판임관견습시험에 합격하여 조선총독부 관리로 관계에 입문했다. 황해도에서 근무를 시작한 뒤 1914년부터는 군서기로 임명되어 황해도의 여러 군에서 근무했다. 1919년에 전라북도 전주군 서무주임이 되었다.
오랜 근무 끝에 1931년에는 고등관 7등인 군수로 승진했다. 황해도 은률군 군수를 시작으로 장연군 군수를 지냈다. 1934년에 경상남도 사천군으로 전근하였다. 사천군수로 재직 중이던 1935년에 조선총독부가 편찬한 《조선공로자명감》에는 조선인 공로자 353명 중 한 명으로 수록되어 있다.
《조선인사흥신록》에 따르면, 20여 년 동안 황해도 지역에서 근무하면서 지역 개발을 위해 많은 공적을 남긴 인물이며 성실, 근면, 노력하는 관리인 것으로 되어 있다. 1934년을 기준으로 정7위에 서위되어 있었다.
2008년 공개된 민족문제연구소의 친일인명사전 수록예정자 명단 가운데 관료 부문에 포함되었다.

## 같이 보기
- 왕유식

## 참고자료
- 이종택(李鍾澤) - 국사편찬위원회